# Alfred Guss
Alfred Guss (* 24. Juni 1927 in Graz; † 24. März 2001 ebenda) war ein österreichischer Herausgeber, Schauspieler, Regisseur, Conférencier, Humorist und Sprecher.

## Leben und Wirken
Alfred Guss wurde am 24. Juni 1927 in Graz geboren. Er galt als eine vielseitige Persönlichkeit in der steirischen Kulturszene. Neben seiner beruflichen Tätigkeit bei der Landwirtschaftskrankenkasse und später bei der Gebietskrankenkasse Graz widmete er sich verstärkt der Förderung der Heimatliteratur und des Theaters. Nachdem er den Gründungspräsidenten Ferdinand Fauland in dieser Funktion abgelöst hatte, stand Guss ab 1960 als Präsident an der Spitze des Bundes Steirischer Heimatdichter und setzte sich maßgeblich für die Verbreitung und Anerkennung steirischer Dichtung ein. Dazu versuchte er unter anderem mit der Veranstaltungsreihe „Da lacht der Steirer“ neue Mitglieder zu gewinnen. Unter seiner Leitung fand 1976 auf Schloss Seggau bei Leibnitz ein über die Grenzen reichendes Mundartdichtertreffen mit über l00 Teilnehmern aus ganz Österreich, Bayern und Südtirol statt. Aufgrund des Erfolgs fand ein solches Treffen in der Folgezeit jährlich statt; 1986 zum bereits zehnten Mal. Gemeinsam mit Berta Liebmann wurde von Guss die Anthologie Steirische Mundartdichtung der Gegenwart erarbeitet, die 1991 unter der Herausgeberschaft von Alois Adler veröffentlicht wurde.
Als Schauspieler und Regisseur engagierte er sich insbesondere in der „Märchenbühne“ und im „Theater im Keller“. 1973 initiierte er die Leseabende des Bundes Steirischen Heimatdichter, die sich zu einer bedeutenden Plattform für literarischen Austausch entwickelten. Darüber hinaus war er als Conférencier und Humorist tätig und wirkte nach dem Kriegsende als Sprecher in über 300 Radiosendungen mit, darunter in der beliebten Sendung Alpenländische Jägerstunde. Anfangs vorwiegend für den Sender Alpenland im Einsatz, war er in späteren Jahren beim Sender Radio Graz tätig. Mit seinem vielseitigen Wirken prägte er nachhaltig die steirische Kulturlandschaft.
Mit Beschluss vom 6. Juni 1997 wurde Guss das Ehrenzeichen der Stadt Graz in Gold verliehen.
Am 24. März 2001 starb Guss 73-jährig in seiner Geburts- und Heimatstadt. Sein Nachlass – darunter über 180 Vortragsmanuskripte für den ORF – befindet sich heute im Franz-Nabl-Institut für Literaturforschung der Universität Graz. Die Nachfolge als Präsident des Bundes Steirischer Heimatdichter übernahm Anton Wilflinger, der noch heute (Stand: 2025) dieses Amt bekleidet.